# Gentianella nummulariifolia
Gentianella nummulariifolia är en gentianaväxtart som först beskrevs av August Heinrich Rudolf Grisebach, och fick sitt nu gällande namn av Fabris. Gentianella nummulariifolia ingår i släktet gentianellor, och familjen gentianaväxter. Inga underarter finns listade i Catalogue of Life.